# Dobsonia emersa
Dobsonia emersa é uma espécie de morcego da família Pteropodidae. Endêmica da Indonésia, onde pode ser encontrada nas ilhas de Numfoor, Biak-Supiori e Owi.